# Stazione di Castellammare Terme
La stazione di Castellammare Terme è una stazione della ferrovia Circumvesuviana, sita nel comune di Castellammare di Stabia e dismessa negli anni '90 del secolo scorso.
Si trova sulla ferrovia Torre Annunziata-Sorrento.

## Storia
Costruita per servire le Antiche Terme di Stabia, meta di numerosi turisti, e i cantieri navali, rappresentò all'epoca della sua apertura, avvenuta il 24 novembre 1940, una piccola perla di ingegneria, visto che il binario, unico e passante, correva ad un notevole dislivello dal fabbricato viaggiatori che si trovava sul piano stradale: per superare questa altezza vennero costruite due ampie rampe di scale mobili in grado di trasportare 8.000 persone l'ora.
Il progetto della stazione è di Marcello Canino, noto architetto napoletano che negli anni Trenta progettò anche le stazioni di Castellammare e di Pompei Scavi.
Negli anni Novanta, in considerazione dello scarso flusso viaggiatori, si optò per la chiusura dell'impianto. 

## Servizi
La stazione prima della chiusura disponeva di:
- Biglietteria
- Scale mobili

## Collegamenti esterni

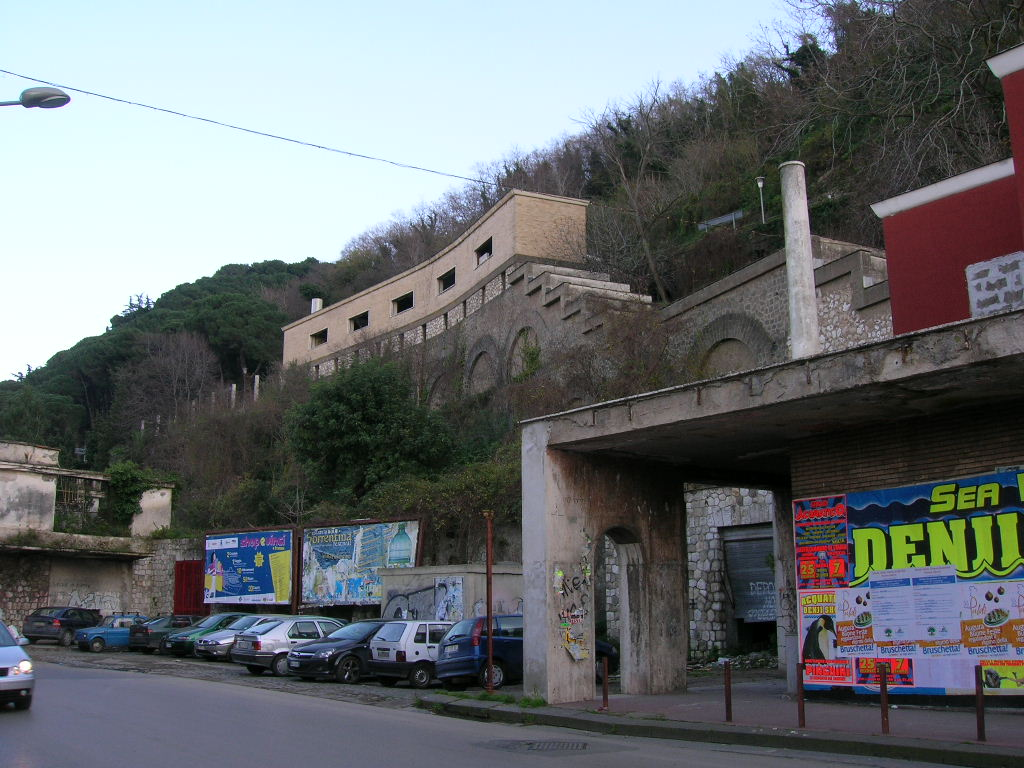
Il dislivello tra l'ingresso e la sede ferroviaria